# Potuliniec
Potuliniec – wieś w północno-zachodniej Polsce, położona w województwie zachodniopomorskim, w powiecie gryfickim, w gminie Płoty.
W latach 1975–1998 miejscowość administracyjnie należała do województwa szczecińskiego.
W 2002 roku wieś liczyła 15 budynków (13 mieszkalnych), w nich 36 mieszkań ogółem, z nich 36 zamieszkane stale. Z 37 mieszkań zamieszkanych 2 mieszkania wybudowano przed 1918 rokiem, 31 — między 1918 a 1944 rokiem, 2 — między 1945 a 1970 i 1 — między 1971 a 1978.
Od 102 osób 26 było w wieku przedprodukcyjnym, 34 — w wieku produkcyjnym mobilnym, 15 — w wieku produkcyjnym niemobilnym, 27 — w wieku poprodukcyjnym. Od 79 osób w wieku 13 lat i więcej 1 miał wykształcenie wyższe, 15 — średnie, 19 — zasadnicze zawodowe, 30 — podstawowe ukończone i 14 — podstawowe nieukończone lub bez wykształcenia.
W 2008 roku utworzono "Sołectwo Potuliniec", wcześniej wieś należała do Sołectwa Wyszogóra.
Gmina Płoty utworzyła "Sołectwo Potuliniec", będące jej jednostką pomocniczą, która obejmuje jedynie Potuliniec. Mieszkańcy wyłaniają na zebraniu wiejskim sołtysa i radę sołecką, która składa się z minimum 3 osób, a jej liczbę członków ustala zebranie wiejskie.

## Ludność[2]
W 2011 roku w miejscowości żyło 100 osób, z nich 48 mężczyzn i 52 kobiet; 30 było w wieku przedprodukcyjnym, 34 — w wieku produkcyjnym mobilnym, 18 — w wieku produkcyjnym niemobilnym, 18 — w wieku poprodukcyjnym.